# Gösta Berlings saga (film)
Gösta Berlings saga är en svensk stumfilm från 1924 i regi av Mauritz Stiller. Filmen är baserad på Selma Lagerlöfs roman Gösta Berlings saga. I huvudrollerna ses bland andra Lars Hanson, Gerda Lundequist och Greta Garbo.

## Handling
Handlingen utspelas i Värmland, kring "Lövens långa sjö" (se Fryken), i början av 1800-talet. Ekeby är Värmlands rikaste bruk men i herrgårdsflygeln bor tre latoxar, de tolv kavaljererna på Ekeby som fördriver tiden med kortspel, festande och flaskan. En av dessa är Gösta Berling, en avsatt präst som ställde till skandal vid en biskopsvisitation.

## Rollista i urval
- Lars Hanson - Gösta Berling, avsatt präst, kavaljer på Ekeby
- Gerda Lundequist - Margaretha Samzelius, majorska
- Hilda Forsslund - Margarethas moder
- Otto Elg-Lundberg - Major Samzelius, brukspatron
- Sixten Malmerfelt - Melchior Sinclaire, brukspatron
- Karin Swanström - Gustafva Aurore Sinclaire, Melchiors hustru
- Jenny Hasselquist - Marianne, Melchiors och Gustafvas dotter
- Ellen Hartman-Cederström - Grevinnan Märtha Dohna på Borg
- Torsten Hammarén - greve Henrik Dohna, Märtha Dohnas son
- Greta Garbo - Elisabeth Dohna, Henriks hustru, italienska
- Mona Mårtenson - Ebba Dohna, Henriks halvsyster
- Sven Scholander - Sintram, brukspatron
- Svend Kornbech - Christian Bergh, f.d. kapten, numera kavaljer på Ekeby
- Hugo Rönnblad - Beerencreutz, kavaljer
- Knut Lambert - Rutger von Örneclou, f.d. fänrik, numera kavaljer
- Oscar Bergström - "patron Julius", kavaljer
- Jules Henri Gaston Portefaix - Anders Fuchs, f.d. major, numera kavaljer
- Albert Ståhl - "farbror Eberhard", kavaljer
- Anton de Verdier - "kusin Kristoffer", kavaljer
- Axel Jacobsson - Lilliencrona, kavaljer
- Jan de Meyere - Löwenborg, kavaljer
- Edmund Hohndorf - Kevenhüller, kavaljer
- Theodor Busch - Ruster, f.d. trumslagare, numera kavaljer
- Anna-Lisa Baude - Märtha Dohnas kammarjungfru

## Produktion

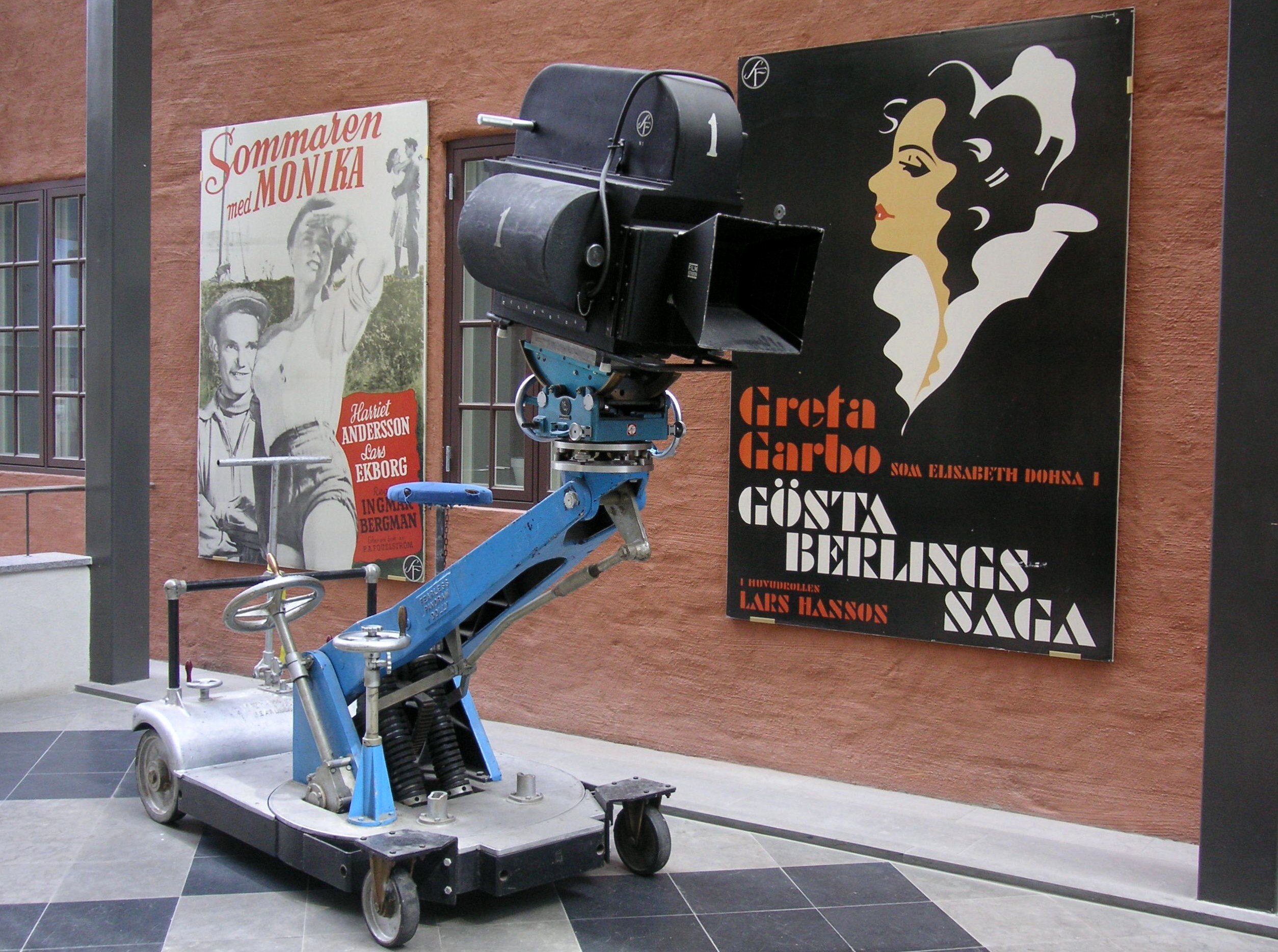
Kamera och affisch på Filmstaden, Solna

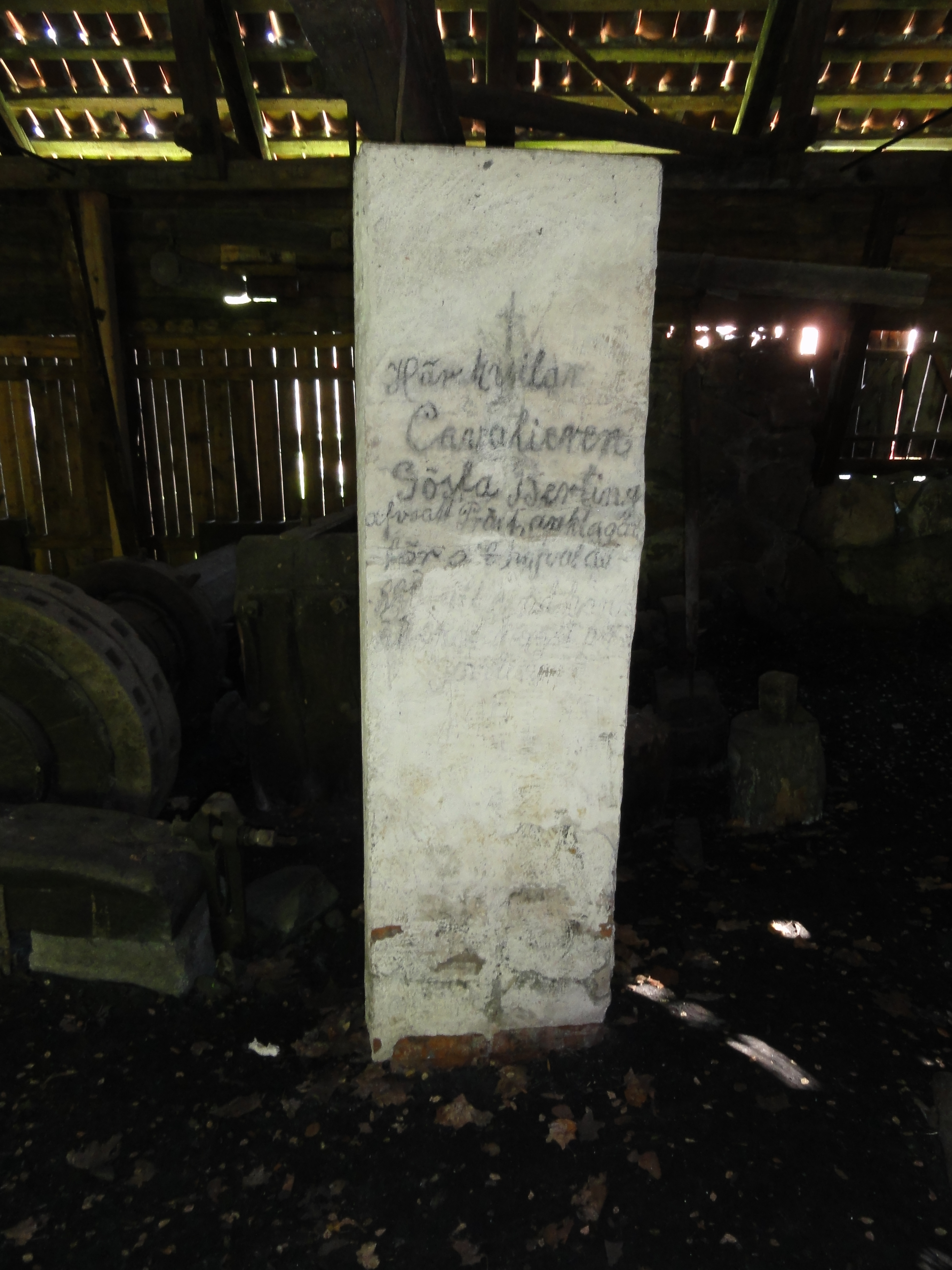
Rekvisita från filmen vid Vira bruk.

Gösta Berlings saga hade svensk premiär den 10 mars 1924. Stora delar av filmen är inspelad på Wira Bruk i Österåkers kommun, Uppland. Några scener spelades även in på Lidingö och i Forsmark, Uppsala, och i SF:s ateljéer i Råsunda.
Filmen räknas som en svensk stumfilmsklassiker och var den dittills största svenska filmproduktionen. Mauritz Stillers filmatisering baseras på Selma Lagerlöfs roman med samma namn. Selma Lagerlöf själv tyckte dock inte om filmen; hon avskydde de förändringar som gjorts för att boken skulle kunna bli film. Av romanens omfattande persongalleri och händelser ingår endast en bråkdel. Rollen som grevinnan Dohna var Greta Garbos första stora filmroll.
Vid lanseringen presenterades produktionen som två filmer, med den första under titeln Gösta Berlings saga/del I : I auktoriserad bearbetning för filmen. Den andra filmen hade premiär en vecka efter den första. Vid filmernas senare internationella lansering slogs dock de båda filmerna ihop till en, och den totala speltiden kortades från drygt tre timmar till två.
Vid en renovering av filmkopiorna 1975 passade man på att förse filmen med pianomusik komponerad av Carl-Axel och Monica Dominique.
År 2005 fick filmen nykomponerad filmmusik av Matti Bye och släpptes även 2006 i en internationell DVD-release (i bland annat USA) under namnet The Saga of Gosta Berling på Kino Video (med engelska textskyltar). Byes musik till bland annat denna film ledde till att han 2014 fick årets Mårbackapris.

## DVD
Filmen finns utgiven på DVD i Sverige och internationellt.